# Joachim Deumling
Joachim Karl Paul Nikolaus Deumling (* 25. Januar 1910 in Bungerhof/Oldenburg; † 2. April 2007 in Bad Lauterberg) war ein deutscher Jurist und SS-Führer. In der Zeit des Nationalsozialismus wurde er zum SS-Obersturmbannführer und Oberregierungsrat befördert. Deumling war Leiter des Referates IV D 2 (Generalgouvernementsangelegenheiten im Reich) im Reichssicherheitshauptamt (RSHA), Führer des Einsatzkommandos 10b in Kroatien und später Aufbauberater des ägyptischen Geheimdienstes.

## Jugend und NS-Karriere
Joachim Deumling wurde 1910 im oldenburgischen Bungerhof geboren. Aufgewachsen in Pommern, wo sein Vater ein Gut übernommen hatte, legte Deumling in Neustettin 1929 das Abitur ab und begann Rechts- und Staatswissenschaften in Breslau und Berlin zu studieren. 1933 absolvierte er das Referendarexamen und 1936 das Assessorexamen, um danach 1937 mit einer Arbeit über die evangelische Kirche zum Dr. jur. zu promovieren.
Deumling trat zum 1. Mai 1933 der NSDAP bei (Mitgliedsnummer 1.942.286). Er schloss sich auch der SS an (SS-Nummer 187.708), fand dann eine Stelle bei der Gestapo und wurde im September 1936 bei der Staatspolizeistelle (Stapo-Stelle) Hannover eingesetzt. Schon im Frühjahr 1937 stieg er zum stellvertretenden Leiter der Stapo-Stelle in Oppeln auf.
Nach Gründung des Reichssicherheitshauptamtes (RSHA) zum 1. Oktober 1939 wurde Deumling Leiter des Referates II O für die besetzten polnischen Gebiete. Sein Vorgesetzter war zu dieser Zeit Franz Six. Ab Februar 1940 war er nochmals zur Stapo Oppeln zurückgekehrt. Im Juli 1941 übernahm er dann im umstrukturierten Reichssicherheitshauptamt das Referat IV D 2 (Generalgouvernementsangelegenheiten, Polen im Reich). Hier war Erwin Weinmann sein Vorgesetzter.
Wie ein Großteil des Führungskorps des RSHA wurde auch Deumling zeitweise vom Schreibtisch zu den Einsatzgruppen der Sicherheitspolizei und des SD versetzt. Hier übernahm er ab 15. März 1943 die Führung des Einsatzkommandos 10b in Kroatien. Dort wurde er im Dezember 1944 verwundet und blieb bis zum Kriegsende im Lazarett. Sein Nachfolger im Einsatzkommando 10b wurde ab 27. Januar 1945 Franz Sprinz (1904–1975).

## Nach dem Krieg
Nach dem Krieg floh Deumling aus der Internierungshaft und lebte in Deutschland bis 1951 unter falschem Namen, dann zeigte sich wegen der Führung eines falschen Namens selbst an. 1954 ging er nach Ägypten, wo er sich von 1954 bis 1957 am Aufbau des ägyptischen Geheimdienstes beteiligte. 1957 kehrte er wieder nach Deutschland zurück und fand Arbeit als Prokurist einer Firma in Brackwede.
Am 26. Juni 1967 wurde er neben Bernhard Baatz, Emil Berndorff und anderen verhaftet, nach Berlin-Moabit ins Gefängnis gebracht und im sogenannten RSHA-Verfahren beschuldigt, als Leiter des Polenreferates sich in 150 Fällen der Beihilfe zum Mord schuldig gemacht zu haben, indem er am Entwurf und der Herausgabe staatspolizeilicher Erlasse beteiligt war, wodurch die vor seiner Amtszeit ergangenen Anordnungen über die Behandlung polnischer Zivilarbeiter und Kriegsgefangener sowie zur Durchführung von Exekutionen fortentwickelt wurden (Beschluss zur Eröffnung der Voruntersuchung vom 22. März 1968 des Landgerichts Berlin).
Die Rechtsprechung sah im vorliegenden Tatkomplex als Täter nur Hitler, Himmler und Heydrich an. Alle anderen zählten zu den Gehilfen, wenn sie nicht selbst eigenhändig und aus niederen Beweggründen Menschen umgebracht hatten. Ausgerechnet die Änderung eines Gesetzes aus der NS-Zeit führte dann jedoch zu einem unrühmlichen Ende der staatsanwaltschaftlichen Bemühungen, die Schreibtischtäter im RSHA zur Verantwortung zu ziehen.
Nach der Verordnung vom 5. Dezember 1939 (RGBl. I S. 2378) galt, im Gegensatz zur bisherigen Rechtslage, für den Tatgehilfen die gleiche Strafandrohung wie für den Täter. Die Große Strafrechtskommission beschloss daher bereits im Februar 1955, hinsichtlich des Strafmaßes wieder zwischen Täter und Tatgehilfen zu unterscheiden. Zur Entlastung der Gerichte von den zunehmenden Strafverfahren wegen Verkehrsdelikten wurde das Einführungsgesetz zum Gesetz über Ordnungswidrigkeiten als Artikelgesetz formuliert, mit dem unter anderem auch der § 50 Absatz 2 des Strafgesetzbuches neu im Sinne der Strafrechtskommission gefasst wurde. Danach war nunmehr der Tatgehilfe nur noch dann mit der gleichen Strafe zu belegen wie der Täter, wenn besondere persönliche Merkmale vorlagen. Waren beim Vorwurf des Mordes die niedrigen Beweggründe bei den Mordgehilfen nicht zu beweisen, konnte das Urteil nicht mehr wie beim Täter auf lebenslange Freiheitsstrafe lauten, sondern nur noch auf Freiheitsentzug von maximal 15 Jahren. Solche zeitigen Straftaten unterlagen jedoch der Verjährung, die für Taten vor Kriegsende bereits am 8. Mai 1960 eingetreten war. Der Versuch, Taten aus der NS-Zeit von dieser Regelung durch juristische Konstruktionen auszunehmen, scheiterte letztlich an der abschließenden Entscheidung des Bundesgerichtshofes vom 20. Mai 1969 (vgl. Verjährungsdebatte). Die Mehrzahl der im sogenannten RSHA-Verfahren Angeklagten musste daher entlassen werden (ausführlich dazu Friedrich s. Literaturhinweise). So kam auch Deumling im Dezember 1968 frei.
Schon Anfang 1969 leitete das Kammergericht Berlin eine erneute Voruntersuchung gegen Joachim Deumling wegen Beihilfe zum Mord an mindestens 3.823 Menschen ein. Jedoch führten auch diese Ermittlungen nicht zu einer Anklage und Hauptverhandlung.

## Publikationen
- Die Entwicklung der Konsistorien in den östlichen Provinzen der evangelischen Kirche der altpreußischen Union, (Dissertation), Eschenhagen, Ohlau in Schlesien 1937.